# Rubi Guerra
Rubi Guerra (San Tomé, 1958) es un escritor venezolano del campo petrolero del oriente venezolano. Buena parte de su vida ha estado vinculado a Cumaná, la ciudad en la que reside actualmente, y cuyo paisaje humano y espiritual ha sido parte de un cierto segmento de su obra narrativa.
Gestor Cultural; guionista; editor; se desempeñó como Coordinador de Área de la Dirección de Literatura del CONAC; y como Gerente de la Feria Internacional del libro de Caracas.

## Obra
La obra de Rubi Guerra conformó lo que la crítica ha denominado la generación de los 90. Junto con autores como Ricardo Azuaje, Israel Centeno, José Roberto Duque, Luis Felipe Castillo, Slavko Zupcic, Juan Carlos Chirinos, y Juan Carlos Méndez Guédez, entre otros, Guerra participó de esa serie de escritores que frente a la melancolía de una narrativa que se sentía en deuda con las grandes gestas épicas y estéticas de los años sesenta, decidió sumergirse en los laberintos de una creación narrativa sostenida en el vigor anecdótico y en la exploración de un universo caribeño desprovisto de oropeles y de colorines turísticos.

## Antologías
- Un paseo por la narrativa venezolana (Resma, Santa Cruz de Tenerife, 1998)

- 21 del XXI (Caracas, Ediciones B, 2007)

- Zgodbe iz Venezuele. Antologija venezuelske kratke proze [Antología de relatos venezolanos] (Ljubljana, Sodobnost International, 2009).

## Premios
- Premio Rufino Blanco Fombona de novela breve 2006.
- Premio de Narrativa Salvador Garmendia 2009.

## Enlaces
- Datos: Q6113103